# Сустеренское аббатство
Сустеренское аббатство (нидерл. Abdij van Susteren) — бывшее бенедиктинское аббатство на территории Сустерена, городка вблизи Рурмонда.
Монастырь был основан в 714 году Виллибрордом по письму Пипина Геристальского и его жены Плектруды.
В 882 году монастырь был разрушен викингами, но вскоре воссоздан. Первой аббатисой нового монастыря стала Амельберга Сустеренская, она умерла около 900 года и была похоронена при монастыре. Там же были похоронены король Лотарингии Цвентибольд, убитый 13 августа 900 года, а также Григорий Утрехтский, умерший в 770-е гг. В XI веке при аббатстве была возведена крупная церковь.
В конце XVIII века Сустерен стал частью Франции, монастырь был упразднён и разрушен. Сохранилась лишь церковь, которая была посвящена Святой Амельберге. 6 сентября 2007 года ей был присвоен статус малой базилики. Сегодня она один из основных примеров романской архитектуры в Нидерландах. Западный фасад базилики имеет две башни. Восточнее и южнее церкви располагается кладбище.